# Prix Québec-Wallonie-Bruxelles de littérature de jeunesse
Le prix Québec/Wallonie-Bruxelles de littérature de jeunesse est un ancien prix, créé en 1978, et décerné pour la dernière fois en 2015.
Le prix est créé en 1978, et décerné pour la première fois en 1981. Il a pour but d'encourager le développement de la littérature jeunesse et de faire connaître aux deux communautés, québécoise et française de Belgique, leur production respective. De nouveaux règlements sont entrés en vigueur en 2005. Depuis cette date, le prix est attribué à tous les deux ans conjointement à un lauréat québécois et à un lauréat de la Communauté française de Belgique (qui utilise Fédération Wallonie-Bruxelles dans sa communication). Le genre littéraire en compétition peut varier d'une année à l'autre et est annoncé à l'automne de chaque année paire, jusqu'en 2015, dernière proclamation du prix.

## Lauréats
- 1981 : Françoise Souply-Clabots
- 1982 : Raymond Plante
- 1984 : René Hausman
- 1985 : Bertrand Gauthier - Daniel Sylvestre
- 1987 : Marie-José Sacré
- 1988 : Ginette Anfousse
- 1989 : Frédéric Dubus
- 1990 : Stéphane Poulin
- 1991 : Lillo Canta
- 1992 : Jacques Lazure
- 1994 : Dominique Demers
- 1996 : Christiane Duchesne
- 1997 : Rascal - Louis Joos
- 1998 : Louise Leblanc
- 1999 : Caroline Grégoire
- 2000 : Anne Villeneuve
- 2001 : Mario Ramos
- 2002 : Michèle Marineau
- 2003 : Anne-Catherine De Boel
- 2005 : Henriette Major - Philippe Béha - Catherine Pineur  (ex aequo)
- 2007 : Pierrette Dubé et Caroline Hamel - David Merveille
- 2009 : Dominique Demers - Jean-Marie Defossez
- 2011 : Claire Vigneault - Béa Deru-Bernard
- 2013 : Gilles Tibo et Geneviève Després - Françoise Rogier
- 2015 :
  - Mélanie Rutten pour L'ombre de chacun (Belgique)
  - Alain M. Bergeron (texte) et Pierre-Yves Cezard (illustrateur) pour Le géant qui sentait les petits pieds (Québec)